# Slaughtered Vomit Dolls
Slaughtered Vomit Dolls es una película de terror filmada en Canadá y Estados Unidos y estrenada el 14 de febrero de 2006. Escrita, producida y dirigida por Lucifer Valentine, acuñándose el nacimiento del nuevo término en el splatter y el surgimiento de un subgénero gore nunca antes mencionado; el «vomit gore». El lanzamiento del DVD fue simultáneo en ambos países. Fue distribuida por los estudios Unearthed Films  y Kingdom of Hell Productions.

## Sinopsis
Angela Aberdeen es una trabajadora sexual y estríper. Ésta, que sufre de bulimia empeora su padecimiento de una forma descomunal, debido a esto comienza a experimentar alucinaciones —al punto de quedar fuera de su realidad y del entorno que le rodea— añadido a su mente episodios de psicopatía y esquizofrenia. Seguidos de una secuencia de escenas al azar, junto a una trama y línea argumental del pseudo-snuff y el sexploitation.

### Entregas posteriores
La película es parte de una trilogía. Posteriores a su proyección se lanzaron ReGOREgitated Sacrifice (2008) y Slow Torture Puke Chamber (2010). Una cuarta entrega se estrenó en 2015, titulada como Vomit Gore 4: Black Mass of the Nazi Sex Wizard.

### Recepción
Las críticas hacia la película fueron en su mayoría negativas. El sitio web JoBlo.com argumentó: «Teníamos curiosidad por ver lo que había creado el director; una película de 'shock' que no entretiene, ni muestra nuevas ideas en el transcurso de la historia [...]» concluyeron. 
Por su parte HorrorNews.net comentó: «Si están cansados de ver películas con características, donde sodomizan, reprimen e insultan a las mujeres [...] y de líneas argumentales sin pies ni cabeza, [esta película] no será algo de su agrado».
Sin embargo, DVD Talk calificó las tres primeras entregas en conjunto, otorgando una calificación positiva. Declarando que simplemente las películas no reunirían los requisitos de cada espectador y que para los fanes del horror que «buscan algo distinto, una mezcla entre arte, sexo, violencia, gore y surrealismo sin importarles los elementos de la cinta, todo en conjunto valen la pena su adquisición».

## Reparto
- Ameara Lavey como Angela Aberdeen.
- Pig Lizzy.
- Maja Lee.
- Princess Pam.
- Miss Pussy Pants.
- Allen Nasty.
- Hank Skinny.